# Bracon semiobscuratus
Bracon semiobscuratus är en stekelart som beskrevs av Roy D. Shenefelt 1978. Bracon semiobscuratus ingår i släktet Bracon och familjen bracksteklar. Inga underarter finns listade.